# Општина Жагубица
Општина Жагубица је општина у Браничевском округу у централној Србији. Према попису из 2022. на територији општине је било 9.712 становника.
Општина захвата горњи део долине Млаве и раздвојена на два дела, побрђе и планински обод. Главни и средишњи део представља Жагубичка котлина чији је нижи део просечне надморске висине око 300 метара. Други, мањи и нижи део је Крепољинско-крупајска котлина, са нижим делом око 220 метара надморске висине. Између котлина је побрђе. Највећи део котлинског обода са западне, северне и североисточне стране лучно затварају ниже Горњачке (до 825м) и Хомољске планине (до 940 м) до Омана (963 м), док јој јужни и источни обод чине виши и стрмији делови Бељанице (1339 m) и масив Црног врха (1043 m).
Граница општине води највишим венцима ових планина. Има облик развученог правоугаоника, дужине око 35 и ширине око 26 km. У тим оквирима захвата површину од 760 km², те спада, по површини међу веће општине у Србији.

## Становништво
Према подацима са последњег пописа из 2022. на територији општине Жагубица било је 9.712 становника што је за 3.025 мање (-23,75%) у односу на попис из 2011. када је било 12.737 становника. Од 1961. континуирано се бележи пад броја становника. Према подацима са пописа из 2022. Жагубица је 25. најмања општина у Србији, а у Браничевском управном округу четврта после општина Голубац, Мало Црниће и Жабари.
У општини живи 8.408 пунолетних становника, а просечна старост износи 50,01 година (48,21 за мушкарце и 51,73 за жене). Највећа просечна старост је у насељу Липе (66,50 година), а најмања у Жагубици (46,05 година).
Због велике површине општине и малог броја становника густина насељености општине износи 12,78 становника по 1 km², те спада међу најређе насељене општине у Србији.
|             | \| Демографија[4] \| Демографија[4] \| Демографија[4] \| \| Година \| Становника \| Становника \| \| -------------- \| -------------- \| -------------- \| \| 1948. \| 22.015 \| \| \| 1953. \| 23.012 \| \| \| 1961. \| 22.602 \| \| \| 1971. \| 21.055 \| \| \| 1981. \| 20.275 \| \| \| 1991. \| 17.777 \| 16.698 \| \| 2002. \| 14.823 \| 16.892 \| \| 2011. \| 12.737 \| \| \| 2022. \| 9.712 \| \| |            |
| Демографија | |            |
| Година      | Становника | Становника |
| 1948.       | 22.015 |            |
| 1953.       | 23.012 |            |
| 1961.       | 22.602 |            |
| 1971.       | 21.055 |            |
| 1981.       | 20.275 |            |
| 1991.       | 17.777 | 16.698     |
| 2002.       | 14.823 | 16.892     |
| 2011.       | 12.737 |            |
| 2022.       | 9.712 |            |

Према етничком саставу најбројнији су Срби (77,09%), а од мањина највише има Влаха (15,49%).
| Етнички састав према попису из 2022.‍ | Етнички састав према попису из 2022.‍ | Етнички састав према попису из 2022.‍ | Етнички састав према попису из 2022.‍ | Етнички састав према попису из 2022.‍ |
| ------------------------------------ | ------------------------------------ | ------------------------------------ | ------------------------------------ | ------------------------------------ |
|                                      |                                      |                                      |                                      |                                      |
| Срби                                 | Срби                                 |                                      | 7.487                                | 77,09%                               |
| Власи                                | Власи                                |                                      | 1.504                                | 15,49%                               |
| Румуни                               | Румуни                               |                                      | 47                                   | 0,48%                                |
| Роми                                 | Роми                                 |                                      | 34                                   | 0,35%                                |
| Југословени                          | Југословени                          |                                      | 8                                    | 0,08%                                |
| Албанци                              | Албанци                              |                                      | 6                                    | 0,06%                                |
| Остали                               | Остали                               |                                      | 47                                   | 0,48%                                |
| Регионално                           | Регионално                           |                                      | 2                                    | 0,02%                                |
| Неизјашњено                          | Неизјашњено                          |                                      | 373                                  | 3,84%                                |
| Непознато                            | Непознато                            |                                      | 204                                  | 2,10%                                |

Према попису из 2002. насеља са апсолутном српском већином су Жагубица, Вуковац, Изварица, Јошаница, Крупаја, Липе, Милатовац, Рибаре и Суви До. Насеља са апсолутном влашком већином су Брезница, Лазница, Медвеђица, Милановац, Осаница, Селиште и Сиге. Насеља са релативном српском већином су Крепољин и Близнак.

### Насељена места
Општина Жагубица се састоји од 18 насеља. Највеће и једино насеље са преко 2.000 становника јесте Жагубица где се налази седиште општине. Од осталих насеља два имају преко 1.000 становника (Крепољин и Лазница), два између 500 и 1.000 (Суви До и Осаница), а осталих 13 насеља имају мање од 500 становника од којих 3 имају мање од 100 (Брезница, Медвеђица и Липе).
| Насеље    | Становништво | Становништво | Промена (%) |
| Насеље    | Попис 2011.  | Попис 2022.  | Промена (%) |
| --------- | ------------ | ------------ | ----------- |
| Близнак   | 281          | 229          | -18,51%     |
| Брезница  | 158          | 81           | -48,73%     |
| Вуковац   | 389          | 265          | -31,88%     |
| Жагубица  | 2.590        | 2.110        | -18,53%     |
| Изварица  | 307          | 243          | -20,85%     |
| Јошаница  | 539          | 422          | -21,71%     |
| Крепољин  | 1.542        | 1.210        | -21,53%     |
| Крупаја   | 534          | 439          | -17,79%     |
| Лазница   | 1.881        | 1.180        | -37,27%     |
| Липе      | 8            | 1            | -87,50%     |
| Медвеђица | 33           | 38           | 15,15%      |
| Милановац | 365          | 284          | -22,19%     |
| Милатовац | 680          | 460          | -32,35%     |
| Осаница   | 1.048        | 882          | -15,84%     |
| Рибаре    | 356          | 273          | -23,31%     |
| Селиште   | 363          | 266          | -26,72%     |
| Сиге      | 496          | 443          | -10,69%     |
| Суви До   | 1.167        | 886          | -24,08%     |

Према важећем Закону о територијалној организацији Републике Србије у општини Жагубица има 19 насељених места јер је катастарска општина Мали камен која припада Жагубици грешком издвојена као посебно насељено место. Такође, назив насељеног места Изварица погрешно је наведено као Новарица. У Статуту општине Жагубица исправно је наведено 18 насељених места.

## Споменици природе
На територији општине Жагубица налазе се следећи споменици природе:
- Врело Млаве односно Жагубичко врело - хидролошки природни споменик прве категорије заштите, у југоисточном делу Жагубичке котлине, удаљен 1 километар од Жагубице, на надморској висини од 314 м. Врело Млаве избија испод кречњачког одсека висине око 40 метара, из вртачастог удубљења
- Хомољска потајница хидролошки споменик природе прве категорије. Налази се у Жагубичкој котлини, на југоисточним падинама Хомољских планина, на брду Мала Шкљова. Издигнута је 9 м изнад речног корита, на 412 мнв
- Крупајско врело - крашки извор, на западној страни планине Бељанице у атару села Милановца
- Прераст Самар - геоморфолошки природни споменик у долини реке Прераста, на делу где је река усечена у кречњачким стенама
- Природни резерват „Бусовата” - ботанички резерват природе у средњем делу планине Бељанице
- Специјални резерват природе „Клисура Осаничке реке” - клисура дуга око 1,5 km и дубока око 250 м, између узвишења Велико брдо и Велика Шетаћа у Осаници